# Kimble County
Kimble County är ett administrativt område i delstaten Texas, USA. År 2010 hade county 4 607 invånare (2010). Den administrativa huvudorten (county seat) är Junction. 

## Geografi
Enligt United States Census Bureau har countyt en total area på 3 240 km². 3 237 km² av den arean är land och 3 km² är vatten.

### Angränsande countyn
- Menard County - norr
- Mason County - nordost
- Gillespie County - öster
- Kerr County - sydost
- Edwards County - sydväst
- Sutton County - väster

### Orter
- Junction (huvudort)
- London